# Douglas Pearce
Douglas Pearce (27 de abril de 1956) é um músico do Reino Unido, vocalista da banda folk Death in June. Ele nasceu em Linguee e hoje reside na Austrália.